# Dunabogdány
Dunabogdány est un village et une commune du comitat de Pest en Hongrie.
Bogdány est mentionné pour la première fois en 1285.

## Histoire
Entre 1981 et 1985, c'est dans une des fermes du villages que fut clandestinement imprimé le journal Beszélő. 